# 황바울
황바울(1985년 8월 26일 ~ )은 대한민국의 가수이자 혼성 그룹 프리즈, 드림아이의 멤버이다. 2006년 키즈 버라이어티 쇼 <비바 프리즈>를 통해 데뷔하면서 2007년에는 프리즈 1집 앨범 <너의 꿈을 말해봐>을 통해 가수로서 데뷔하였다.

## 학력
- 단국대학교 대학원 뮤지컬학과 졸업
- 호서대학교 영어영문학과 졸업

## 음반
프리즈
- 《너의 꿈을 말해봐》 (2007년)
- 《야후꾸러기 추천동요 베스트 100 Track List》 (2007년)
- 《야후 꾸러기 캐롤 베스트》 (2007년)
- 《야후꾸러기 동요나라 페스티벌》 (2008년)

드림아이
- 《1집 드림아이 (Dream I)》 (2009년)

## 방송 활동

### TV 출연작
- 《비바! 프리즈》 (SBS, 2006년)
- 《에디슨 탐험대》 (YTN SCIENCE, 2007년)
- 《생방송 톡!톡! 보니하니》 (EBS, 2009년)
- 《와이드 연예뉴스》 (Mnet, 2009년)
- 《생방송 오늘》 (KBS2, 2010년)
- 《굿모닝 대한민국》 (KBS2, 2011년)
- 《롤러코스터 시즌 1》(tvN, 2011년)
- 《사랑의 가족》 (KBS2, 2011년)
- 《한밤의 TV연예》(SBS, 2012년)
- 《섹션TV 연예통신》 (MBC, 2013년)
- 《모여라 딩동댕》 (EBS1, 2018년)

### 뮤지컬
- 《그남자 그여자》 (2015년) - 강민 역
- 《하늘아》 (2014년) - 태섭 역
- 《그대와 영원히》 (2014년) - 김진우 역.
- 《사랑은 비를 타고》 (2014년) - 김요한 역.
- 《당신만이》 (2013년) - 예비사위, 멀티맨 역.
- 《총각네 야채가게》 (2013년) - 철진 역.
- 《사랑을 이루어 드립니다》 (2011년) - 성민 역.
- 《달링》 (2011년) - 아놀드 크로치 역

## 수상 내역
- 2011년 제6회 대한민국나눔대상 국회 외교통상통일위원장상

## 가족 관계
- 배우자: 간미연 (1982년 2월 2일 ~ )
- 아내의 오빠: 간영욱